# آتیه (مجموعه تلویزیونی)
آتیه نام یک مجموعهٔ تلویزیونی به کارگردانی رضا صفایی است که در سال ۱۳۷۴ تولید و از شبکه ۱ پخش گردید.

## خلاصه داستان
خانواده‌ای دچار مشکلات اقتصادی و اجتماعی فراوانی هستند که با یاریِ «وام»، «بیمه» و «حقوق بازنشستگی»، این مشکلاتشان برطرف می‌شود.

## بازیگران و عوامل تولید

### بازیگران
- شهلا ریاحی
- فریبا شمس
- زهره حمیدی
- دانیال حکیمی
- منوچهر حامدی
- شهاب عسگری
- جواد گلپایگانی
- پروین سلیمانی
- ناصر گیتی‌جاه
- نعمت‌الله گرجی
- بهزاد رحیم‌خانی
- شمسی فضل‌الهی
- روح‌انگیز مهتدی
- غلامحسین بهمنیار
- محمدعلی ورشوچی
- علی‌اکبر طوفان‌پناه
- مرتضی نیکخواه
- سهیلا عزیزی
- رامین نعمتی
- سادنیک چم

### عوامل تولید
- کارگردان: رضا صفایی
- فیلمنامه: میترا هاشمیان
- تصویربردار: عبدالله صریحی
- موسیقی: رها خسروی
- تهیه‌کننده: اصغر زائری
- فرمتتصویر: ویدئویی
- تعداد قسمت‌ها: ۱۲ قسمت
- مدت زمان: ۵۴۰ دقیقه
- محصول: گروه اجتماعی شبکه ۱ با همکاری سازمان تأمین اجتماعی ایران
- سال تولید: ۱۳۷۴